# Batobius bicolor
Batobius bicolor es una especie de coleóptero de la familia Mycteridae.

## Distribución geográfica
Habita en Chile.